# Mattias Miksche
Mattias Maximilian Miksche, född 19 april 1968 i Lindome, är en svensk företagsledare, styrelseproffs och investerare inriktad på teknik- och tillväxtbolag. Han har beskrivits som en av Sveriges mäktigaste techinvesterare och aktivaste affärsänglar, genom sina många investeringar i startups i tidiga skeden.
Miksche studerade vid Handelshögskolan i Stockholm och var Handelshögskolans i Stockholm studentkårs ordförande 1992–1993. Han sitter i antagningskommittén för SSE Business Lab, Handelshögskolans inkubator, tillsammans med bland andra Lisa Lindström, Sven Hagströmer och Sebastian Knutsson.
Sedan 2017 är han ledamot i private equity-bolaget Altors tech advisory board. Han har investerat i Estrid, Sana Labs, Werlabs, Natural Cycles, Hem, Karma och Tink.
Vid flera tillfällen över åren har Miksche samarbetat med Sequoia, ett ledande riskkapitalbolag i Silicon Valley. Han förmedlade bland annat kontakt mellan Sequoia och Klarna. I dag är Sequoia Klarnas största ägare och investerare.
Miksche har arbetat för MTG och Kinnevik, varit VD för Etrade Sverige och drivit videosajten Boxman som han sålde 2005. Han var fram till 2016 VD för sajten Stardoll, en av de största sajterna i världen för målgruppen flickor 10-17 år. Plattformen hade som mest över 400 miljoner registrerade användare. Stardoll, som Miksche grundade 2005, var en plantskola för många svenska techentreprenörer, bland andra Spotify-grundaren Daniel Ek och Krys grundare Johannes Schildt.
Han har tidigare varit styrelseledamot i bland annat Avanza, Eniro, Dustin, Pricerunner, Euroflorist och Sportamore.
Miksche är bosatt på Norrmalm i Stockholm.